# Les Genettes
Les Genettes település Franciaországban, Orne megyében. Lakosainak száma 162 fő (2022. január 1.). Les Genettes Bonnefoi, Bonsmoulins, Les Aspres és Soligny-la-Trappe községekkel határos.

## Népesség
A település népességének változása:
| Lakosok száma | 175  | 187  | 200  | 193  | 193  | 194  | 183  | 173  | 162  |
|               | 2013 | 2015 | 2016 | 2017 | 2018 | 2019 | 2020 | 2021 | 2022 |